# Listonosz zawsze dzwoni dwa razy (film 1946)
Listonosz zawsze dzwoni dwa razy (ang. The Postman Always Rings Twice) – amerykański dramat kryminalny z 1946, pierwsza angielska adaptacja powieści Jamesa Caina. Kolejna miała miejsce w 1981.

## Opis fabuły
Cora Smith (Lana Turner), znudzona kilkuletnim związkiem ze starszym mężczyzną Nickiem (Cecil Kellaway), nawiązuje romans z przypadkowo poznanym włóczęgą, Frankiem (John Garfield). Oboje postanawiają zamordować Nicka.

## Obsada
- Lana Turner – Cora Smith
- John Garfield – Frank Chambers
- Cecil Kellaway – Nick Smith
- Hume Cronyn – Arthur Keats
- Leon Ames – Kyle Sackett
- Audrey Totter – Madge Gorland
- Alan Reed – Ezra Liam Kennedy
- Jeff York – Blair